# 文京シビックホール
文京シビックホール（ぶんきょうシビックホール）は、文京シビックセンター（文京区役所）内に2000年に開館した多目的ホール。大ホールと小ホールのほか、2室の練習室と1室の多目的室を擁する。施設は文京区が所有し、指定管理者として公益財団法人文京アカデミーが管理・運営している。2009年に区内に在住する中村勘三郎を名誉館長に迎えている。正式名称は響きの森文京公会堂。

## 概要
- 大ホール
プロセニアム型、席数1,802（オーケストラピット使用時1,640）の大編成オーケストラ、オペラ、バレエなどのクラシック音楽の公演に適している。残響時間が約2.3秒、満席の場合約2.0秒。立ち見席36席の使用が可能で、1階後部にガラスで仕切られた親子席5席を有する。
- 小ホール
セミオープン型、325席。別途席を設置すれば371席まで増設できる。全ての席は電動可動となっており、ホール後方に収納すれば大きな平面のホールとなる。
- 多目的室、練習室
文京シビックセンターB1F。多目的室は大ホール舞台（反響板設置時）とほぼ同等の広さを有する。練習室はピアノ・ドラムセットなどを備える。大ホール舞台と地下の廊下で接続しており、大ホールエリアの楽屋として使われることがある。
- 特別応接室、会議室
文京シビックセンター3F。大ホールの2階席と接続しており、特別応接室等がある。特別来賓者の応対として使われることがある。

## 特徴

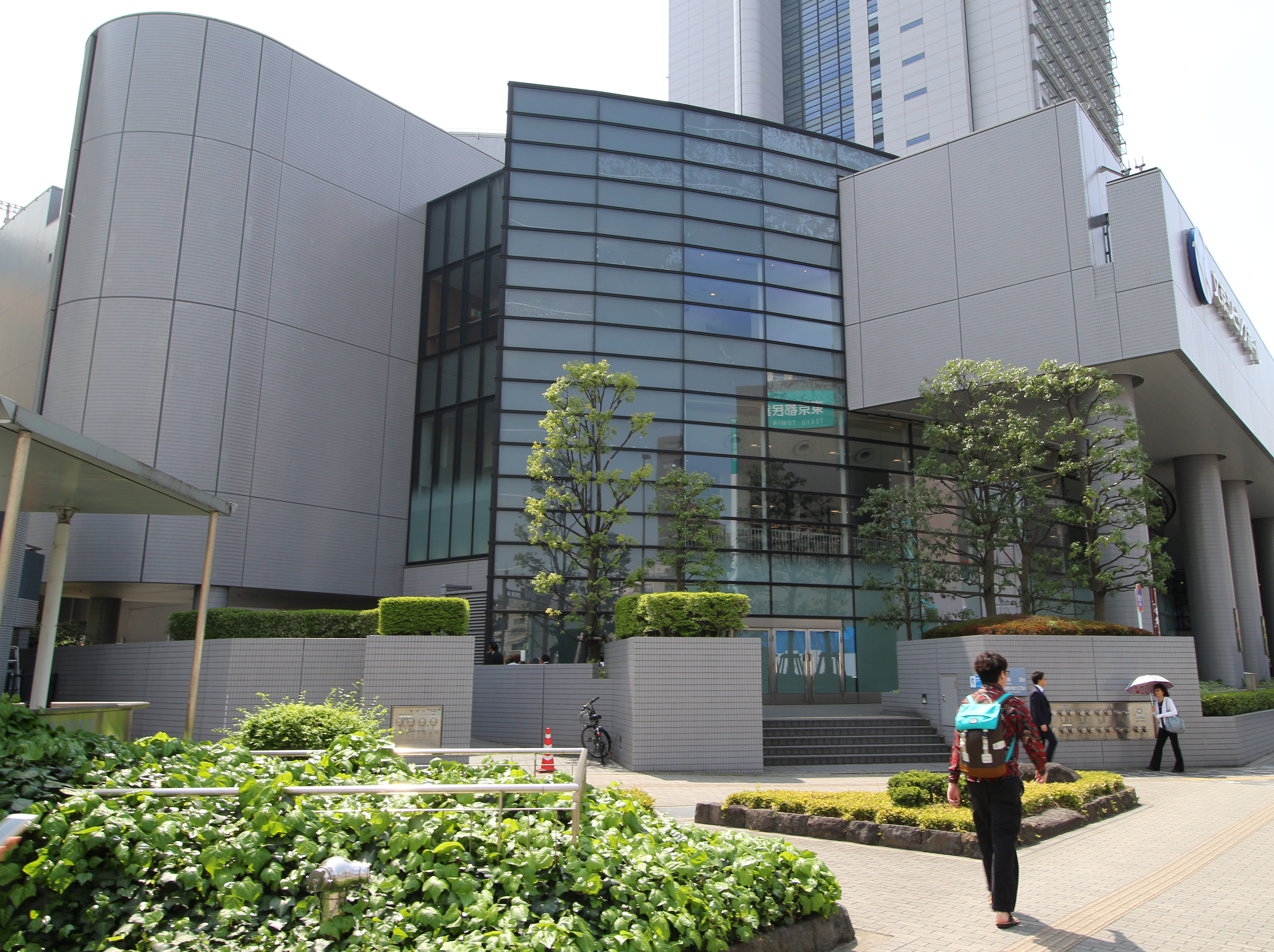
文京公会堂

- 「響きが素晴らしく、オーケストラの音をどんどん引き出してくれる」と佐渡裕がホールの音響の良さを述べている。
- ロビー2階には旧文京公会堂時代のグランドピアノ（スタインウェイ・アンド・サンズ製）が展示しており、ヴィルヘルム・ケンプ、神谷郁代らのサインが記されている。2011年、フジ子・ヘミングがソロリサイタルを開催し、新たにこのピアノにサインを記した。
- 文京区・公益財団法人文京アカデミーと事業提携を結ぶ団体が年間を通じて頻繁に演奏を行っている。
- 近年、海外演奏家やオーケストラによる演奏会の開催も増え、ホール主催公演としてラデク・バボラーク、ヴァレリー・ゲルギエフ、ユーリ・テミルカーノフ、シャルル・デュトワ、レ・ヴァン・フランセ等が過去登場している。
- 在京オーケストラでは事業提携を結ぶ東京フィルハーモニー交響楽団をはじめとして、NHK交響楽団、読売日本交響楽団、東京都交響楽団、新日本フィルハーモニー交響楽団などが公演を行っている。
- 日本管楽合奏コンテスト全国大会、東京都合唱コンクールやNHK全国学校音楽コンクール、吹奏楽によるシンフォニックジャズ＆ポップスコンテストの会場として知られている。
- テレビ朝日系で放送されている音楽番組「題名のない音楽会」の公開収録の会場として、使用頻度が高いことにより、番組を通して多くのクラシックファンへの認知度が高いホールである。
- 開館10周年を迎えた2010年より毎年、「武満徹の音楽」と題した演奏会が開催されている。これは武満徹が同区本郷の出身であり、2010年が生誕80年を記念しての企画である。
- オーケストラピットのスペースが比較的に広い事もあり、プロ・アマチュア問わずオペラ・バレエ公演も頻繁に開催されている。

交通機関と直結している数少ないホールであり（東京都内では東京オペラシティ他がある）、4路線（丸ノ内線・南北線・大江戸線・三田線）と直結しているクラシックホールは全国唯一である。交通の便がよいことや都心部にあるホールとしては利用料が比較的安価なこともあり利用率は高く、各種コンサートの他、区の付帯施設として講演会、研修、卒業式等多目的ホールとしても使用されている。

## 提携団体
- 東京フィルハーモニー交響楽団と事業提携を締結し、「響きの森クラシック・シリーズ」と題したクラシックコンサートを年4回開催している。
- 太鼓芸能集団である鼓童と事業提携を締結し、年1回開催される東京公演は文京シビックホールで行っている。
- 2010年10月、佐渡裕を首席指揮者に置くシエナ・ウインド・オーケストラと事業提携を締結し、年2〜3回定期公演を実施している。
- 2014年1月、牧阿佐美主宰のバレエ団、牧阿佐美バレヱ団と事業提携を締結した。

複数の芸術団体と提携を結ぶ全国唯一のホールである。

## ホール主催公演
- 響きの森クラシック・シリーズ（東京フィルハーモニー交響楽団によるクラシック・コンサート）
- シエナ・ウインド・オーケストラ定期公演（吹奏楽コンサート）
- 現代音楽普及公演（「武満徹の音楽」）
- 文京区民参加オペラ
- 文京区民参加演劇
- 日本管楽合奏コンテスト

## 交通と所在地
- 東京地下鉄（東京メトロ）丸ノ内線・南北線後楽園駅直結。都営地下鉄三田線・大江戸線春日駅直結。東日本旅客鉄道（JR東日本）中央・総武線水道橋駅徒歩8分。